# رزم‌ناو هود
| هود                 | هود                       |  |
| ------------------- | ------------------------- |  |
|                     |                           |  |
| اطلاعات کلی         |                           |  |
| نوع کشتی            | رزمناو                    |  |
| ساخت کارخانه        | شرکت John Brown & Company |  |
| تاریخ به آب اندازی  | ۱۹۱۶                      |  |
| ورود به ناوگان      | ۲۲ آگوست ۱۹۱۸             |  |
| مشخصات              |                           |  |
| طول کشتی            | ۲۶۲٫۳ متر                 |  |
| پهنای بدنه          | ۳۱٫۸ متر                  |  |
| تعداد خدمه          | ۷۴نفر                     |  |
| سرعت                | ۳۰٫۱ گره دریایی           |  |
| جنگ‌افزارها          |                           |  |
| سرنوشت              |                           |  |
| تاریخ و محل غرق شدن | ۱۹۴۱ تنگه دانکرک          |  |

رزمناو هود آخرین رزمناوی بود که برای نیروی دریایی سلطنتی بریتانیا ساخته شد و از نمادهای قدرت این نیرو در ابتدای جنگ جهانی دوم به شمار می‌رفت. این رزمناو به نام ساموئل هود دریابد قرن هجدهم نامگذاری شده بود و سفارش تولید آن به عنوان یکی از چهار رزمناو کلاس آدمیرال در سال ۱۹۱۶ داده شد. پس از نبرد دریایی عظیم یوتلاند بازنگری کلی در طرح آن به عمل آمد و تنها کشتی کلاس آدمیرال بود که ساخت آن تکمیل شد. هود در سال ۱۹۲۰ ماموریت نظامی خود را در نیروی دریایی بریتانیا اغاز کرد و قبل از این که در سال ۱۹۴۱ نبرد تنگه دانمارک توسط نبردناو بیسمارک غرق شود، دو دهه در ارتش بریتانیا خدمت کرده بود. هود به عنوان بهترین کشتی جنگی انگلستان در جنگ جهانی دوم شناخته شد.